# Câu lạc bộ bóng đá Quảng Châu
Câu lạc bộ bóng đá Quảng Châu, trước đây có tên là Câu lạc bộ bóng đá Quảng Châu Hằng Đại Đào Bảo (Quảng Châu Evergrande Taobao), là một câu lạc bộ bóng đá chuyên nghiệp tại Trung Quốc có trụ sở tại sân vận động Thiên Hà có sức chứa 58.500 chỗ ngồi tại Quảng Châu, Quảng Đông, nơi mà họ đang tham dự Giải bóng đá Ngoại Hạng Trung Quốc.
Được thành lập vào năm 1954, những thành tựu lớn nhất của họ đã chiến thắng một số giải đấu ở giải hạng nhất trước khi họ đã bước vào chuyên nghiệp vào năm 1993 và đạt được một xu hướng đi lên trong các kết quả, dẫn đến một vị trí á quân tại giải bóng đá ngoại hạng Trung Quốc. Không thể cải thiện sau khi các kết quả này câu lạc bộ đã bị tụt một thời kỳ đình trệ và sau đó giảm trước khi trải qua một sự hồi sinh ngắn ngủi khi họ đã giành được vị trí thứ hai năm 2007, tuy nhiên trong năm 2009 câu lạc bộ đã bị lôi kéo vào một vụ bê bối dàn xếp tỷ số. Và câu lạc bộ phải nhận án phạt xuống hạng, tuy nhiên tập đoàn Hằng Đại quyết định mua câu lạc bộ và bơm tiền đáng kể vào đội bóng, ngay lập tức câu lạc bộ đã đạt được danh hiệu đầu tiên trong mùa giải 2011 tại giải bóng đá ngoại hạng Trung Quốc. Câu lạc bộ giành được danh hiệu đầu tiên tại AFC Champions League vào năm 2013, trở thành câu lạc bộ bóng đá Trung Quốc đầu tiên giành danh danh hiệu đó. Câu lạc bộ sau đó đã hoàn thành vị trí thứ tư tại giải FIFA Club World Cup năm 2013.

## Lịch sử
Trong tháng 6 năm 1954 liên đoàn thể thao tỉnh Quảng Châu đã thành lập đội bóng đá Quảng Châu để tham gia vào các giải đấu bóng đá quốc gia Trung Quốc gần đây hình thành và bước vào câu lạc bộ ở mùa giải 1955 và kết thúc với vị trí thứ tám trong mùa giải đầu tiên của họ. Thật không may cho Quảng Châu, giải đấu đã phát triển để kết hợp một giải hạng hai và mùa giải đầu tiên của đội bóng đã buộc đội phải xuống chơi tại giải hạng Nhất. Quảng Châu tiếp tục giành chức vô địch, tuy nhiên Hiệp hội Bóng đá Trung Quốc đã quyết định cơ cấu lại giải đấu vào đầu mùa giải 1957 và Quảng Châu đã bị từ chối lên hạng.  Mặc dù vậy, đội đã giành chiến thắng tại giải đấu cao thứ hai năm 1958, tuy nhiên câu lạc bộ không thể đạt được xúc tiến bởi vì thời gian này họ đã đi vào tiếp quản và không được chính thức thành lập lại cho đến khi tháng 4 năm 1961, nơi họ được phép tham dự giải đấu cao nhất. Trở lại giải đấu cao nhất,  Quảng Châu thường gặp khó khăn trong các giải đấu và đã một lần nữa chuyển xuống giải đấu cao thứ hai vào cuối mùa giải 1963 mà họ vẫn cho đến năm 1966 khi Cách mạng Văn hóa Trung Quốc tạm dừng bóng đá ở Trung Quốc.
Khi các giải đấu bóng đá Trung Quốc khởi động lại tại Quảng Châu, ngày 26 tháng 10 năm 1977 đội trẻ Quảng Châu được phát triển. Đội bóng sẽ chơi tại giải trẻ đến năm 1980 khi đội đã được quyết định rằng cầu thủ đã trưởng thành, đủ để chơi trong các  giải đấu bóng đá và bắt đầu thi đấu ở giải hạng tư. Phát triển đội trẻ của câu lạc bộ ngay lập tức đội đã thi đấu play -off và các cầu thủ như Mạch Siêu, Triệu Đạt Dụ và sau đó Ngô Quần Lập tất cả sẽ nhanh chóng trở thành cầu thủ bóng đá đội tuyển quốc gia Trung Quốc 

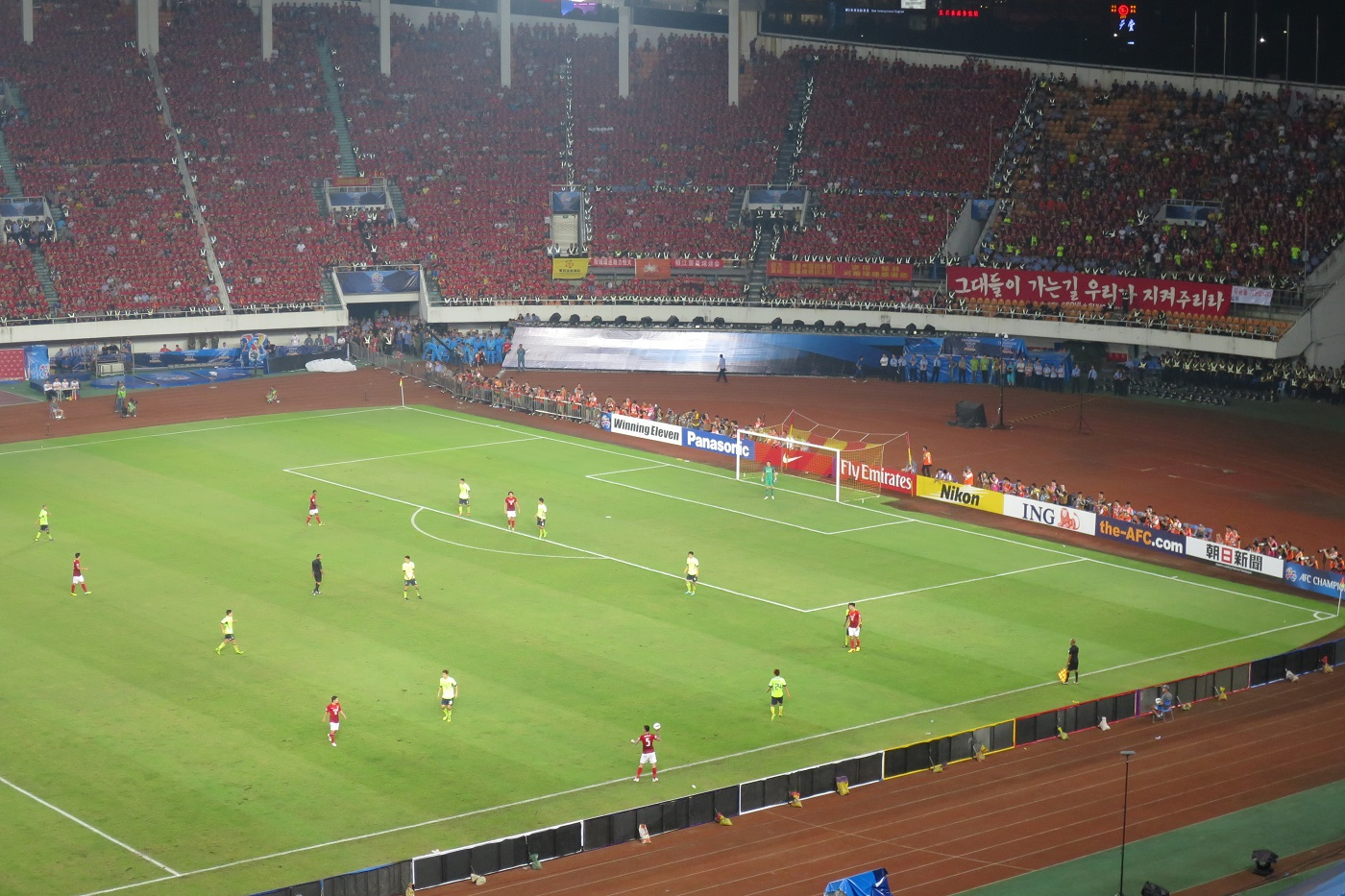
Trận lượt về 2013 AFC Champions League Final.

Năm 2014, đội bóng Quáng Châu Hằng Đại được đổi tên là Quảng Châu Hằng Đại Đào Bảo

## Thành tích
| 1955 | 1       | 10 | 3  | 1   | 6  | 12 | 33 | -21 | 7    | 8      | -   | -   | -   | -   |  |  |        |                                                            |
| 1956 | 2       | 8  | 5  | 3   | 0  | 19 | 4  | +15 | 14   | 1 2    | DNQ | -   | -   | -   |  |  |        |                                                            |
| 1957 | 2       | 11 |    |     |    |    |    |     | 8 3  | 5      | NH  | -   | -   | -   |  |  |        |                                                            |
| 1958 | 2       | 15 |    |     |    |    |    |     | 14 3 | 1      | NH  | -   | -   | -   |  |  |        |                                                            |
| 1961 | 1       | 6  | 2  | 2   | 2  | 8  | 8  | 0   | 3 3  | 8      | NH  | -   | -   | -   |  |  |        |                                                            |
| 1962 | 1       | 16 | 2  | 7   | 7  | 11 | 21 | -10 | 6 3  | 25     | NH  | -   | -   | -   |  |  |        |                                                            |
| 1963 | 1       | 15 | 1  | 7   | 7  | 7  | 19 | -12 | 3 3  | 20     | NH  | -   | -   | -   |  |  |        |                                                            |
| 1964 | 2       |    |    |     |    |    |    |     |      | 7      | NH  | -   | -   | -   |  |  |        |                                                            |
| 1965 | 2       | 19 |    |     |    |    |    |     |      | 6      | NH  | -   | -   | -   |  |  |        |                                                            |
| 1978 | Đội trẻ |    |    |     |    |    |    |     |      | 20     | NH  | -   | -   | -   |  |  |        |                                                            |
| 1979 | Đội trẻ |    |    |     |    |    |    |     |      | 3 1    | NH  | -   | -   | -   |  |  |        |                                                            |
| 1980 | 3       | 8  | 3  | 4   | 1  | 13 | 4  | 9   | 10   | 2      | NH  | -   | -   | -   |  |  |        |                                                            |
| 1981 | 2       | 30 | 24 | -   | 6  |    |    |     | 48   | 1      | NH  | -   | -   | -   |  |  |        |                                                            |
| 1982 | 1       | 30 | 9  | -   | 21 | 23 | 53 | -30 | 18   | 15     | NH  | -   | -   | -   |  |  |        |                                                            |
| 1983 | 2       | 15 | 11 | -   | 4  |    |    |     | 22   | 2 2    | NH  | -   | -   | -   |  |  |        |                                                            |
| 1984 | 2       | 10 |    |     |    |    |    |     |      | 3 1, 4 | R1  | -   | -   | -   |  |  |        |                                                            |
| 1985 | 1       | 15 | 8  | -   | 7  |    |    | +6  | 17   | 7      | 3   | -   | -   | DNQ |  |  |        |                                                            |
| 1986 | 1       | 14 | 6  | 4   | 4  | 14 | 13 | +1  | 16   | 7      | DNE | -   | -   | DNQ |  |  |        |                                                            |
| 1987 | 1       | 14 | 5  | 1   | 8  | 14 | 19 | -5  | 16   | 7      | NH  | -   | -   | DNQ |  |  |        |                                                            |
| 1988 | 1       | 25 | 10 | 10  | 5  | 32 | 19 | +13 | 43   | 7      | NH  | -   | -   | DNQ |  |  |        |                                                            |
| 1989 | 1       | 14 | 1  | 5   | 8  | 8  | 22 | -14 | 10   | 8      | NH  | -   | -   | DNQ |  |  |        |                                                            |
| 1990 | 2       | 22 | 8  | 11  | 3  | 27 | 15 | +13 | 35   | 2      | R1  | -   | -   | DNQ |  |  |        |                                                            |
| 1991 | 1       | 14 | 4  | 7   | 3  | 16 | 13 | +3  | 16   | 4      | RU  | -   | -   | DNQ |  |  |        |                                                            |
| 1992 | 1       | 14 | 8  | 2   | 4  | 19 | 15 | +4  | 18   | 2      | R1  | -   | -   | DNQ |  |  |        |                                                            |
| 1993 | 1       | 12 | 5  | 0/4 | 3  | 15 | 16 | -1  | 4 3  | 8      | NH  | -   | -   | DNQ |  |  |        | Sân vận động Việt Tú Sơn                                   |
| 1994 | 1       | 22 | 11 | 5   | 6  | 36 | 27 | +9  | 27   | 2      | NH  | -   | -   | DNQ |  |  | 10,545 | Sân vận động Việt Tú Sơn                                   |
| 1995 | 1       | 22 | 7  | 7   | 8  | 28 | 27 | +1  | 28   | 5      | R1  | DNQ | -   | DNQ |  |  | 18,818 | Sân vận động Việt Tú Sơn                                   |
| 1996 | 1       | 22 | 7  | 8   | 7  | 26 | 25 | +1  | 29   | 7      | R16 | DNQ | -   | DNQ |  |  | 13,091 | Sân vận động Việt Tú Sơn                                   |
| 1997 | 1       | 22 | 5  | 10  | 7  | 14 | 20 | −6  | 25   | 8      | R16 | DNQ | -   | DNQ |  |  | 15,364 | Sân vận động Việt Tú Sơn                                   |
| 1998 | 1       | 26 | 4  | 8   | 14 | 25 | 41 | −16 | 20   | 14     | R1  | DNQ | -   | DNQ |  |  | 5,385  | Sân vận động Anh Đông / Sân vận động nhân dân Quảng Đông   |
| 1999 | 2       | 22 | 6  | 8   | 8  | 26 | 30 | −4  | 26   | 8      | R16 | DNQ | -   | DNQ |  |  |        | Sân vận động Thiên Hà                                      |
| 2000 | 2       | 22 | 6  | 7   | 9  | 27 | 27 | 0   | 25   | 10     | R1  | DNQ | -   | DNQ |  |  |        | Sân vận động nhân dân Quảng Đông                           |
| 2001 | 2       | 22 | 11 | 7   | 4  | 31 | 16 | +15 | 40   | 4      | R1  | DNQ | -   | DNQ |  |  | 15,273 | Sân vận động Việt Tú Sơn                                   |
| 2002 | 2       | 22 | 4  | 9   | 9  | 23 | 30 | −7  | 21   | 11     | R1  | DNQ | -   | DNQ |  |  | 7,227  | Sân vận động Việt Tú Sơn                                   |
| 2003 | 2       | 26 | 13 | 9   | 4  | 40 | 20 | +20 | 48   | 3      | R1  | DNQ | -   | DNQ |  |  | 10,091 | Sân vận động Việt Tú Sơn                                   |
| 2004 | 2       | 32 | 12 | 16  | 4  | 47 | 29 | +18 | 52   | 4      | R1  | NH  | DNQ | DNQ |  |  | 13,647 | Sân vận động Việt Tú Sơn                                   |
| 2005 | 2       | 26 | 15 | 7   | 4  | 50 | 22 | +28 | 52   | 4      | R16 | NH  | DNQ | DNQ |  |  | 14,850 | Sân vận động Việt Tú Sơn / Sân vận động Thiên Hà           |
| 2006 | 2       | 24 | 15 | 3   | 6  | 45 | 25 | +20 | 48   | 3      | R16 | NH  | NH  | DNQ |  |  | 17,167 | Sân vận động Việt Tú Sơn                                   |
| 2007 | 2       | 24 | 19 | 4   | 1  | 65 | 15 | +50 | 61   | 1      | NH  | NH  | NH  | DNQ |  |  | 22,500 | Sân vận động Việt Tú Sơn                                   |
| 2008 | 1       | 30 | 10 | 10  | 10 | 41 | 42 | −1  | 40   | 7      | NH  | NH  | NH  | DNQ |  |  | 19,624 | Sân vận động Việt Tú Sơn                                   |
| 2009 | 1       | 30 | 9  | 10  | 11 | 38 | 38 | 0   | 37   | 9 5    | NH  | NH  | NH  | DNQ |  |  | 20,057 | Sân vận động Việt Tú Sơn / Sân vận động Đại học Quảng Châu |
| 2010 | 2       | 24 | 17 | 6   | 1  | 61 | 21 | +40 | 57   | 1      | NH  | NH  | NH  | DNQ |  |  | 9,083  | Sân vận động Thế kỉ Liên / Sân vận động Việt Tú Sơn        |
| 2011 | 1       | 30 | 20 | 8   | 2  | 67 | 23 | +44 | 68   | 1      | R2  | NH  | NH  | DNQ |  |  | 45,666 | Sân vận động Thiên Hà                                      |
| 2012 | 1       | 30 | 17 | 7   | 6  | 51 | 30 | +21 | 58   | 1      | W   | W   | NH  | QF  |  |  | 37,250 | Sân vận động Thiên Hà                                      |
| 2013 | 1       | 30 | 24 | 5   | 1  | 78 | 18 | +60 | 77   | 1      | RU  | RU  | NH  | W   |  |  | 40,428 | Sân vận động Thiên Hà                                      |

## Đội hình
Tính đến 31 tháng 7 năm 2023 

### Đội hình chính
Ghi chú: Quốc kỳ chỉ đội tuyển quốc gia được xác định rõ trong điều lệ tư cách FIFA. Các cầu thủ có thể giữ hơn một quốc tịch ngoài FIFA.
| Số | VT | Quốc gia   | Cầu thủ           |
| -- | -- | ---------- | ----------------- |
| 1  | TM | Trung Quốc | Trương Cát Hạo    |
| 2  | HV | Trung Quốc | Vương Văn Hiên    |
| 3  | HV | Trung Quốc | Triệu Văn Triết   |
| 4  | HV | Trung Quốc | Trần Tuyền Giang  |
| 5  | HV | Trung Quốc | Vương Thế Long    |
| 6  | HV | Trung Quốc | Nguỵ Minh Hách    |
| 7  | TĐ | Trung Quốc | Parmanjan Kyum    |
| 8  | TV | Trung Quốc | Trần Quốc Kháng   |
| 9  | TĐ | Trung Quốc | Afrden Asqer      |
| 11 | TĐ | Trung Quốc | Abduwahap Aniwar  |
| 12 | HV | Trung Quốc | Trần Nhật Kim     |
| 13 | TV | Trung Quốc | Hoàng Quang Lương |
| 14 | TV | Trung Quốc | Trương Tử Lập     |
| 15 | TV | Trung Quốc | Từ Bân            |
| 16 | HV | Trung Quốc | Phạm Hằng Bác     |
| 17 | HV | Trung Quốc | Lưu Lãng Châu     |
| 18 | TV | Trung Quốc | Liêu Cẩm Đào      |
| 19 | TM | Trung Quốc | Trương Kiện Tri   |

| Số | VT | Quốc gia   | Cầu thủ                |
| -- | -- | ---------- | ---------------------- |
| 20 | TV | Trung Quốc | Trịnh Thánh Hùng       |
| 22 | TĐ | Trung Quốc | Lý Gia Hạo             |
| 26 | TĐ | Trung Quốc | Ngô Tuấn Kiệt          |
| 27 | HV | Trung Quốc | Vi Sở Vi               |
| 28 | TĐ | Trung Quốc | Lăng Kiệt (Đội trưởng) |
| 29 | TĐ | Trung Quốc | Trương Đạt Tri         |
| 30 | TĐ | Trung Quốc | Bughrahan Skandar      |
| 31 | TV | Trung Quốc | Vương Thế Kiệt         |
| 32 | TM | Trung Quốc | Hoắc Thâm Bình         |
| 33 | HV | Trung Quốc | Phùng Triệt Phạm       |
| 34 | TV | Trung Quốc | Hầu Dục                |
| 36 | TV | Trung Quốc | Dương Đức Giang        |
| 37 | TM | Trung Quốc | A Tư Hàn               |
| 40 | TV | Trung Quốc | Ngô Vĩnh Cường         |
| 41 | TV | Trung Quốc | Lý Tinh Hiền           |
| 42 | TĐ | Trung Quốc | Dương Hạo              |
| 44 | TV | Trung Quốc | Dụ Khắc Lực            |
| 45 | TV | Trung Quốc | Đồ Mộng Hàm            |

## Cầu thủ quá khứ và hiện tại
| Angola - Quinzinho (2003–04) Australia - Brad Maloney (1995) Belarus - Mikalay Ryndzyuk (2005) Cameroon - Bertin Tomou (2001) Canada - Charles Gbeke (2010) Trung Quốc - Bạch Lỗi (2008–09) - Phùng Nhân Lượng (2013–nay) - Phùng Tiểu Đình (2011–nay) - Cáo Lâm (2010–nay) - Hồ Chiêu Quân (2009–10) - Hồ Chí Quân (1990–97) - Hoàng Bác Văn (2012–nay) - Hoàng Hồng Đào (1990–96, 1999–00) - Hoàng Khí Năng (1991–99) - Khương Ninh (2011–12) - Khổng Quốc Hiền (1986–93, 1998) - Lý Kiện Hoa (2009–12) - Lý Vĩ (2005–06) | - Lý Dũng (1988–95) - Lưu Kiện (2014–nay) - Mạch Siêu (1981–95) - Bành Vĩ Quốc (1990–97) - Tần Thăng (2012–nay) - Vinh Hạo (2012–nay) - Vinh Chí Hàng (1966–69) - Tô Vĩnh Thuận (1950s) - Tôn Tường (2010–nay) - Ngô Bình Phong (2008–12) - Ngô Quần Lập (1983–85, 1990–93) - Từ Lượng (2007–09) - Dương Hạo (2011) - Dương Quân (2011–2013) - Diệp Vĩ Siêu (2011–nay) - Tăng Thành (2013–nay) - Trương Lâm Bằng (2011–nay) - Triệu Đạt Dục (1978–86) - Triệu Bằng (2013–nay) - Triệu Húc Nhật (2012–nay) - Trịnh Long (2013–nay) - Trịnh Trí (2010–nay) DR Congo - Patrick Katalay (2000–01) Honduras - Luis Ramírez (2001, 2007–09) | Hồng Kông - Ngô Vĩ Chiêu (2002–03) - Ngụy Chiêu (2003–06) Italy - Alessandro Diamanti (2014–nay) Hàn Quốc - Cho Won-Hee (2011–12) - Kim Young-Gwon (2012–nay) - Park Ji-Ho (1998) Nigeria - Dominic Iorfa (1997) Paraguay - Lucas Barrios (2012–2013) - Casiano Delvalle (2007) Peru - Ismael Alvarado (2008–09) Romania - Corneliu Papură (2006) - Claudiu Răducanu (2006) Trinidad và Tobago - Arnold Dwarika (2004) - Gary Glasgow (2003–04) Uruguay - Alejandro Javier Larrea (2001) |